# Passiflora gilbertiana
Passiflora gilbertiana är en passionsblomsväxtart som beskrevs av J.M. Macdougal. Passiflora gilbertiana ingår i släktet passionsblommor, och familjen passionsblomsväxter. Inga underarter finns listade i Catalogue of Life.